# Đốc chính Ukraina
Hội đồng Đốc chính Nhà nước, hay gọi tắt là Đốc chính (tiếng Ukraina: Директорія, đã Latinh hoá: Dyrektoriia) là ủy ban nhà nước cách mạng lâm thời của Cộng hòa Nhân dân Ukraina, được thành lập vào ngày 13–14 tháng 11 năm 1918 trong một phiên họp của Liên minh Quốc gia Ukraina trong thời kỳ khởi nghĩa chống lại Quốc gia Ukraina. Đây là cơ quan lãnh đạo của Cộng hòa Nhân dân Ukraina trong phần lớn giai đoạn của Chiến tranh giành độc lập Ukraina.
Sau những nỗ lực không thành công trong việc tập hợp các thành viên của hội đồng đốc chính, ủy ban đã giải thể vào ngày 10 tháng 11 năm 1920. Vào ngày 12 tháng 11 năm 1920 theo Luật về Cơ quan quyền lực tối cao lâm thời và Hệ thống lập pháp của Cộng hòa Nhân dân Ukraina, hội đồng đốc chính đã được cải tổ thành cơ quan chính phủ chỉ gồm một người là Symon Petliura.

## Ủy viên
: Chủ tịch Hội đồng Đốc chính Nhà nước
| Tên                   | Đảng phái | Đảng phái                                       | Ngày bắt đầu              | Ngày kết thục             |
| --------------------- | --------- | ----------------------------------------------- | ------------------------- | ------------------------- |
| Volodymyr Vynnychenko |           | Đảng Dân chủ Xã hội Lao động Ukraina            | ngày 14 tháng 11 năm 1918 | ngày 11 tháng 2 năm 1919  |
| Symon Petliura        |           | Đảng Dân chủ Xã hội Lao động Ukraina            | ngày 14 tháng 11 năm 1918 | ngày 10 tháng 11 năm 1920 |
| Fedir Shvets          |           | Chính trị gia độc lập (Đoàn đại biểu Công nông) | ngày 14 tháng 11 năm 1918 | ngày 21 tháng 5 năm 1920  |
| Andrii Makarenko      |           | Chính trị gia độc lập                           | ngày 14 tháng 11 năm 1918 | ngày 21 tháng 5 năm 1920  |
| Opanas Andrievsky     |           | Chính trị gia độc lập                           | ngày 14 tháng 11 năm 1918 | ngày 29 tháng 4 năm 1919  |
| Yevhen Petrushevych   |           | Liên minh Dân chủ Quốc gia Ukraina              | ngày 22 tháng 1 năm 1919  | không rõ                  |